# Bentarique
Bentarique er en by og kommune i det sydøstlige Spanien i provinsen Almería. Den har et indbyggertal på 227 (2024) indbyggere.